# 오가와역 (아이치현)
오가와역(일본어: 緒川駅 おがわえき[*])은 일본 아이치현 지타군 히가시우라정에 위치한 도카이 여객철도 다케토요 선의 철도역이다. 상대식 승강장 2면 2선의 구조를 갖춘 고가역이다.

## 이용 현황

### 여객
| 연도     | 승차인원 | 연도     | 승차인원 | 연도     | 승차인원 | 연도     | 승차인원 | 연도     | 승차인원 |
| 1950년도 | 1,254    | 1963년도 | 1,469    | 1976년도 | 950      | 1989년도 | 771      | 2002년도 | 1,265    |
| 1951년도 | 1,361    | 1964년도 | 1,490    | 1977년도 | 913      | 1990년도 | 794      | 2003년도 | 1,291    |
| 1952년도 | 1,319    | 1965년도 | 1,575    | 1978년도 | 901      | 1991년도 | 837      | 2004년도 | 1,316    |
| 1953년도 | 1,268    | 1966년도 | 1,523    | 1979년도 | 866      | 1992년도 | 881      | 2005년도 | 1,345    |
| 1954년도 | 1,195    | 1967년도 | 1,701    | 1980년도 | 838      | 1993년도 | 933      | 2006년도 | 1,363    |
| 1955년도 | 1,181    | 1968년도 | 1,570    | 1981년도 | 793      | 1994년도 | 904      | 2007년도 | 1,463    |
| 1956년도 | 1,244    | 1969년도 | 1,382    | 1982년도 | 801      | 1995년도 | 917      | 2008년도 | 1,447    |
| 1957년도 | 1,186    | 1970년도 | 1,301    | 1983년도 | 797      | 1996년도 | 872      | 2009년도 | 1,437    |
| 1958년도 | 1,189    | 1971년도 | 1,201    | 1984년도 | 746      | 1997년도 | 852      | 2010년도 | 1,412    |
| 1959년도 | 1,221    | 1972년도 | 1,114    | 1985년도 | 699      | 1998년도 | 817      | 2011년도 | 1,427    |
| 1960년도 | 1,396    | 1973년도 | 1,083    | 1986년도 | 673      | 1999년도 | 772      | 2012년도 | 1,452    |
| 1961년도 | 1,355    | 1974년도 | 1,075    | 1987년도 | 688      | 2000년도 | 803      |          |          |
| 1962년도 | 1,409    | 1975년도 | 1,034    | 1988년도 | 721      | 2001년도 | 1,158    |          |          |
| -------- | -------- | -------- | -------- | -------- | -------- | -------- | -------- | -------- | -------- |

### 화물
| 연도     | 발송  | 도착   | 연도     | 발송  | 도착   | 연도     | 발송 | 도착   |
| 1950년도 | 7,278 | 8,948  | 1959년도 | 2,519 | 10,558 | 1968년도 | 421  | 15,311 |
| 1951년도 | 5,351 | 15,904 | 1960년도 | 4,286 | 16,868 | 1969년도 | 475  | 20,273 |
| 1952년도 | 2,736 | 11,278 | 1961년도 | 5,192 | 18,684 | 1970년도 | 217  | 16,892 |
| 1953년도 | 2,211 | 12,913 | 1962년도 | 2,213 | 16,740 | 1971년도 | 159  | 12,793 |
| 1954년도 | 1,492 | 11,732 | 1963년도 | 1,575 | 13,493 | 1972년도 | 235  | 11,792 |
| 1955년도 | 2,308 | 11,283 | 1964년도 | 1,206 | 13,327 | 1973년도 | 503  | 11,819 |
| 1956년도 | 1,657 | 8,413  | 1965년도 | 507   | 11,121 | 1974년도 | 58   | 8,816  |
| 1957년도 | 964   | 7,922  | 1966년도 | 306   | 8,342  | 1975년도 | 53   | 5,127  |
| 1958년도 | 1,258 | 9,098  | 1967년도 | 192   | 12,123 |          |      |        |
| -------- | ----- | ------ | -------- | ----- | ------ | -------- | ---- | ------ |

### 하물
| 연도     | 발송  | 도착  | 연도     | 발송  | 도착  |
| 1972년도 | 3,533 | 7,656 | 1978년도 | 2,449 | 7,885 |
| 1973년도 | 3,056 | 7,728 | 1979년도 | 2,347 | 8,592 |
| 1974년도 | 2,813 | 7,067 | 1980년도 | 2,150 | 8,563 |
| 1975년도 | 2,538 | 6,981 | 1981년도 | 1,379 | 7,625 |
| 1976년도 | 2,557 | 7,331 | 1982년도 | 869   | 7,900 |
| 1977년도 | 2,405 | 7,339 | 1983년도 | 337   | 6,288 |
| -------- | ----- | ----- | -------- | ----- | ----- |

## 역 주변
- 이온 몰 히가시우라
- 히가시우라 정청
- 오다이 공원

## 역사
- 1886년 3월 1일 : 다케토요 · 아쓰타 간의 개통 때에 초대 오가와 역 개업. 여객 · 화물과 함께 취급하는 일반역이었다.
- 1887년 9월 10일 : 오부 역의 개업과 동시에 초대역 폐지.
- 1900년 3월 1일 : 2대째 오가와 역이 개업. 당초는 여객만을 취급하는 여객역이었다.
- 1903년 4월 1일 : 화물과 하물의 취급을 개시. 같은 달 역사를 신설.
- 1909년 12월 12일 : 선로 명칭 제정, 다케토요 선 소속으로 한다.
- 1941년 8월 : 과선교를 신설.
- 1975년 11월 15일 : 화물의 취급을 폐지.
- 1984년 2월 1일 : 하물의 취급을 폐지.
- 1987년 4월 1일 : 일본국유철도 분할 민영화에 의해, 도카이 여객철도가 승계.
- 1995년 2월 19일 : 역과 역 부분을 고가화.
- 2006년 11월 25일 : TOICA의 이용이 가능하게 되었다. 아울러 간이개찰기 설치.
- 2013년 10월 1일 : '집중 여객 서비스 시스템'에 의해, 무인화.

## 인접 역
| 도카이 여객철도 다케토요 선 | 도카이 여객철도 다케토요 선 | 도카이 여객철도 다케토요 선 |
| --------------------------- | --------------------------- | --------------------------- |
| 오와리모리오카 오부 방면    | ■ 다케토요 선               | 이시하마 다케토요 방면      |